# Heure temporaire

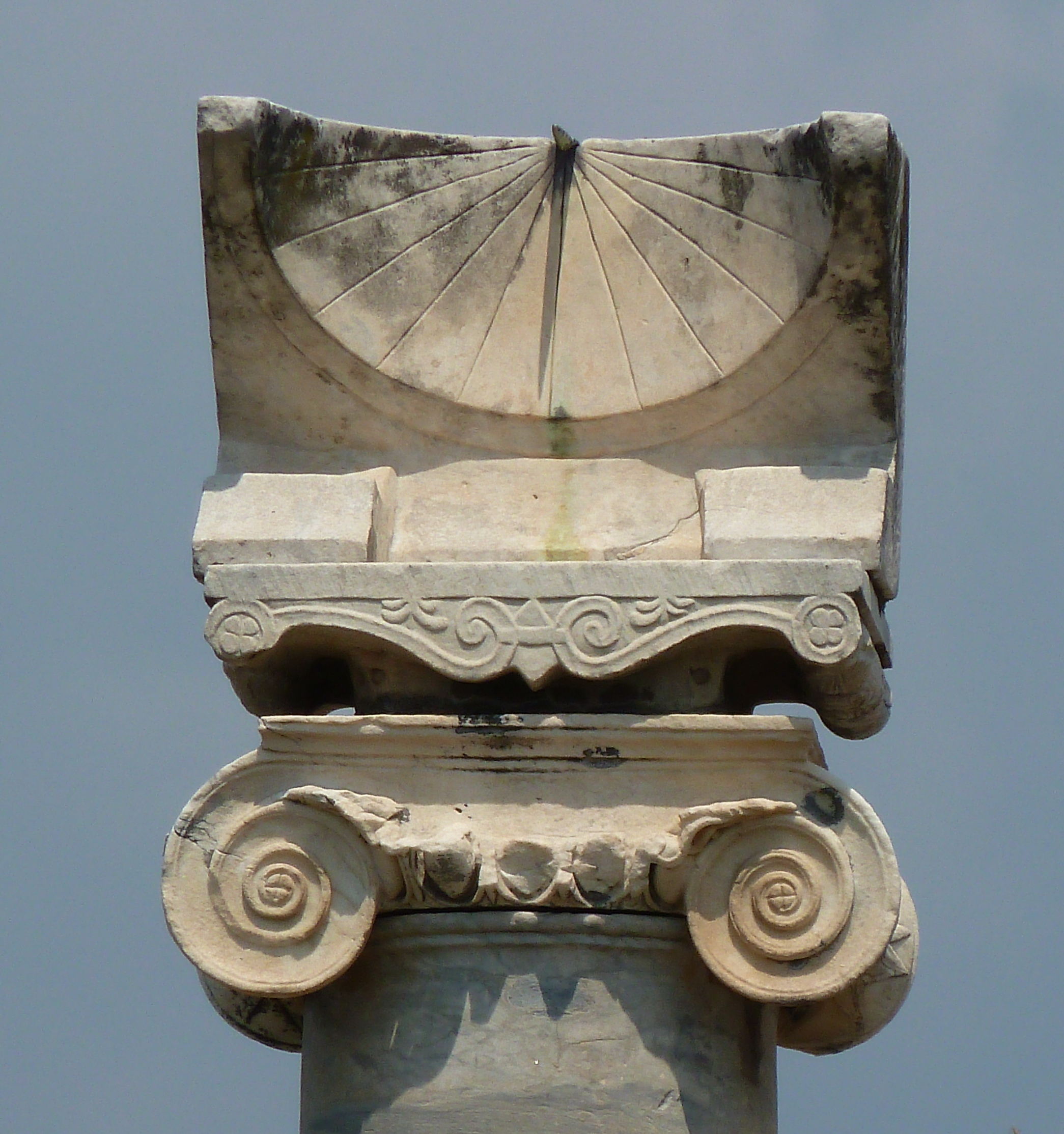
Horloge solaire du temple d'Apollon, Pompéi, av. l'an 79 ; elle indique l'heure temporaire.

Une heure temporaire (du grec ώρατ χατρτχαι, heures dépendant de l'époque)  est une heure ancienne égale au douzième de l'intervalle de temps compris entre le lever et le coucher du Soleil, quelle que soit la saison.

En usage dans le monde antique gréco-romain, utilisée jusqu'au  XIXe siècle dans le monde arabo-musulman, elle porte encore le nom d'heure inégale ou, suivant l'époque et le lieu, l'appellation d'heure saisonnière, heure antique, heure romaine, heure biblique ou, plus rarement, heure de temps chez Sédillot ou encore heure quotidienne chez Arpad Szabo et Erkka Maula.

## Aux origines
Après les tâtonnements des prêtres égyptiens qui ont conduit aux heures archaïques, le premier millénaire av. J.-C. va voir l'installation de divisions non équivoques du jour avec une origine temps au lever du Soleil pour compter les heures et ainsi faciliter le repérage temps dans la journée.

C'est de  Babylone, semble-t-il que nous viennent les heures, d'après un passage bien connu d'Hérodote (vers 484 à 420 av. J.-C.) :
« Car, pour l'usage du polos, du gnomon, et pour la division du jour en douze parties, c'est des Babyloniens que les Grecs l'apprirent. »

D'après Jérôme Bonnin, cette phrase est très équivoque ; suit un long développement dont nous ne garderons que la partie concernant les heures : d'après certains spécialistes, la « division du jour en douze parties » pourrait correspondre à des heures temporaires ou équinoxiales (égales). Le fait est que ces deux types d'heures ont existé dans l'Antiquité tardive, mais curieusement les heures équinoxiales n'ont laissé que très peu de traces dans les références documentaires ou archéologiques.

Soulignons simplement ici qu'il est reconnu que les heures ont leur origine à Babylone, au plus tard au début du cinquième siècle avant J.-C., avant d'être introduites chez les Grecs et plus tard chez les Romains, probablement sous la forme d'heures temporaires,.

## Caractéristiques
Dans le monde antique gréco-romain donc, l'intervalle de temps compris entre le lever et le coucher du Soleil, est divisé en douze parties égales, quelle que soit la saison. Ainsi, ces heures temporaires, égales dans la journée, ont une durée variable tout au long de l'année en fonction de la longueur des jours (ci-contre).
L'origine conventionnelle des heures du jour, était le lever du Soleil, mais  « le jour [civil] a été, par les astrologues et les peuples, délimité de quatre manières différentes : ainsi les Babyloniens le fixent d'un lever à l'autre du soleil ; les peuples de l'Ombrie le calculent d'un midi au midi suivant ; les Athéniens, d'un coucher du soleil à l'autre ; et les Romains, de minuit à minuit. »
La distribution et l'appellation des heures (lat. hora, ae) temporaires chez les Romains s'établit comme suit :
| Heure | Appellation |  | Heure | Appellation |
| ----- | ----------- |  | ----- | ----------- |
| 1re   | prima       |  | 7e    | septima     |
| 2e    | secunda     |  | 8e    | octava      |
| 3e    | tertia      |  | 9e    | nona        |
| 4e    | quarta      |  | 10e   | decima      |
| 5e    | quinta      |  | 11e   | undecima    |
| 6e    | sexta       |  | 12e   | duodecima   |

Ces heures constituent, comme dit précédemment, des « durées » ; ainsi l'heure latine « secunda hora » se traduit « à la deuxième heure ». L'appellation de certaines heures latines est à l'origine du nom d'heures canoniales particulières : Prime, tierce, sexte, none ; l'heure latine sexta a perduré : la langue espagnole l'a conservée dans l'expression « la siesta » - en français « la sieste » - qui correspond au repos de midi.

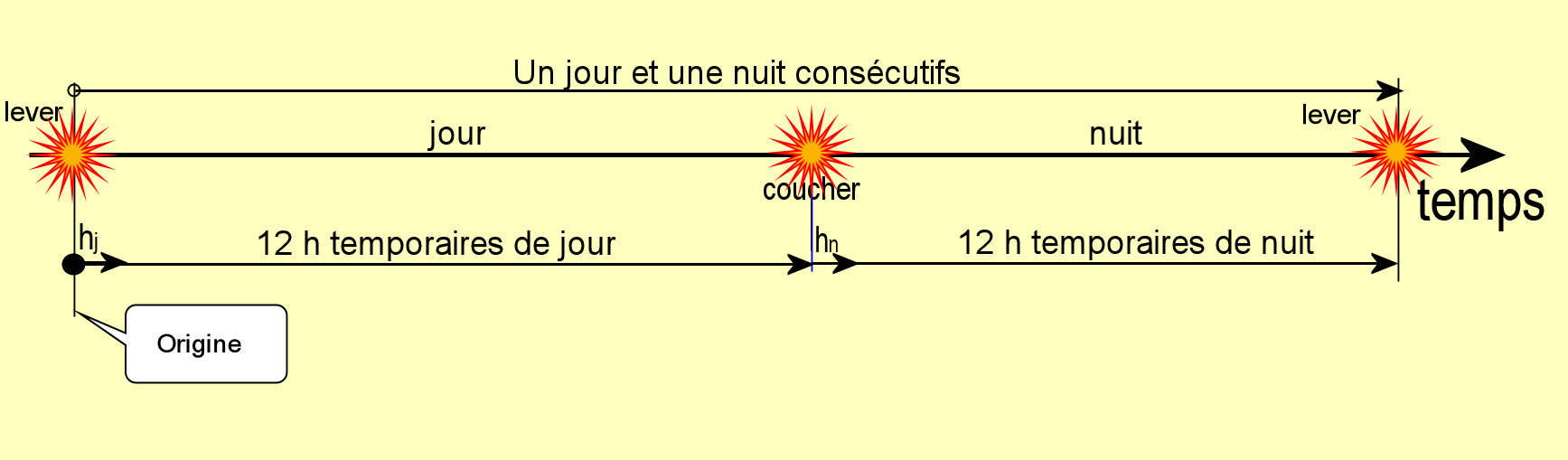
Schéma de visualisation des heures temporaires

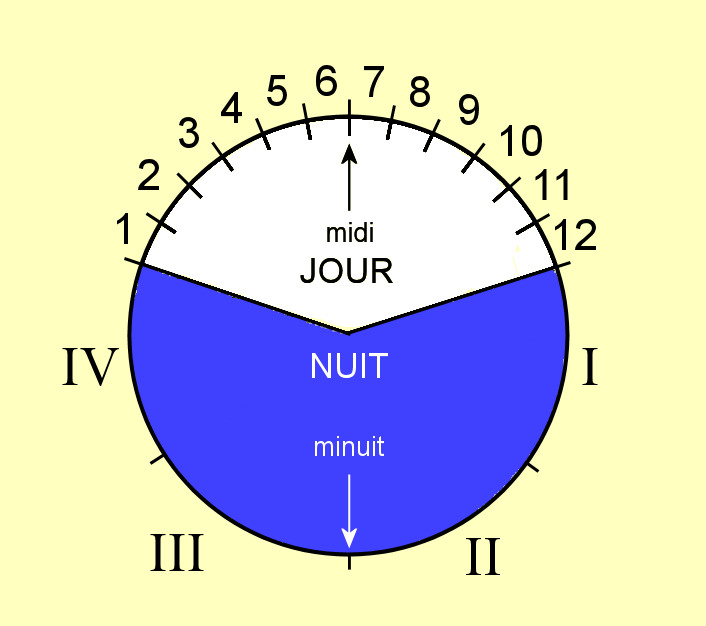
Schéma d'heures temporaires de jour et de veilles militaires nocturnes, en hiver, dans la Rome antique.

Par extension, la nuit est elle aussi divisée en douze heures temporaires, du coucher au lever du Soleil (ci-dessus), mais chez les militaires romains on utilisait plutôt la division de la nuit en quatre veilles temporaires, la deuxième veille se terminant toujours à minuit (ci-contre).
Le nycthémère comporte donc deux fois douze heures temporaires différentes entre celles de jour et celles de nuit, ; l'égalité entre heures de jours et heures de nuit n'ayant lieu qu'aux équinoxes. Ainsi pour la ville de Valence, supposée être sur le 45e parallèle : au solstice d'été, la durée d'une heure temporaire de jour est de 78 minutes, et celle de nuit de 42 minutes ; au solstice d'hiver, les durées respectives sont inversées, l'heure temporaire de jour sera de 42 minutes et celle de nuit de 78 minutes.

## Histoire et instruments

### Dans l'Antiquité
Les premiers instruments indiquant les heures temporaires seront les cadrans solaires : largement diffusés, ils seront suivis par les horloges hydrauliques. Des textes antiques, notamment de Vitruve apportent quelques informations sur leurs origines.

#### Cadrans solaires
Vitruve, au Ier siècle av. J.-C., décrit succinctement différents types de cadrans ainsi que leurs inventeurs supposés tels Bérose vivant au  IVe siècle avant notre ère, Aristarque de Samos (IIIe siècle avant notre ère), etc, mais chaque hypothèse est controversée par les uns ou par les autres. Retenons simplement que les premiers cadrans, probablement hémisphériques ou plan ont leur origine chez les Grecs, aux Ve - IVe siècles avant notre ère (il existe des exemplaires antérieurs au IIIe siècle, malheureusement non référencés).
Les premiers cadrans, venant des Grecs, sont introduits chez les Romains au IIIe siècle avant notre ère. Delambre cite un cadran placé à Rome en l'an -290. Le premier reconnu date de l'an -263 ; c'est le célèbre cadran de Catane. Le premier témoignage archéologique est un cadran sphérique trouvé à Bevagna en Ombrie ; ce cadran daterait de la fin du IIIe siècle av. J.-C.

De tous types, les cadrans seront largement diffusés et utilisés quotidiennement durant toute l'Antiquité.

Cadrans antiques à heures temporaires
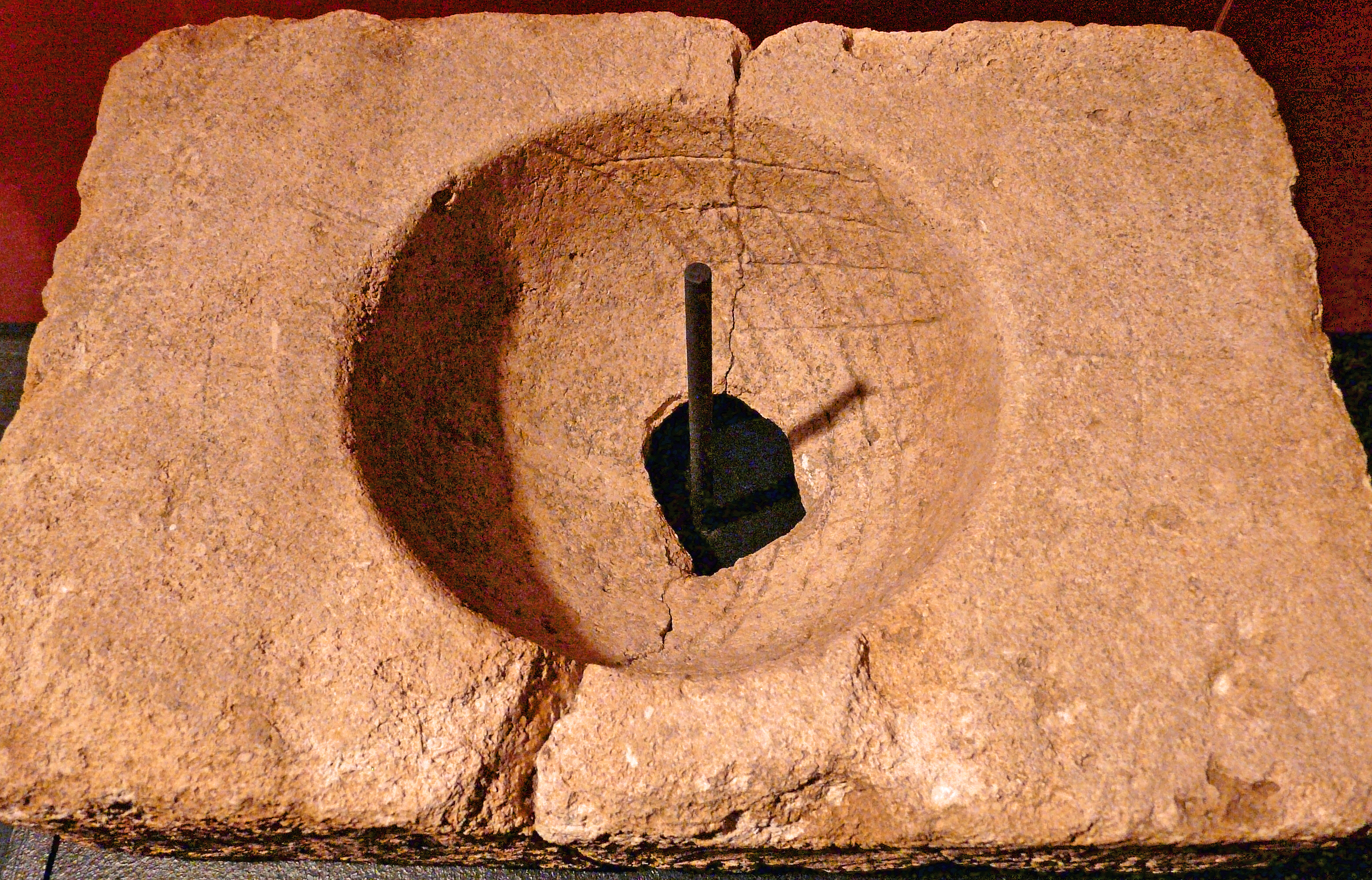
Cadran hémisphérique de Neuss.
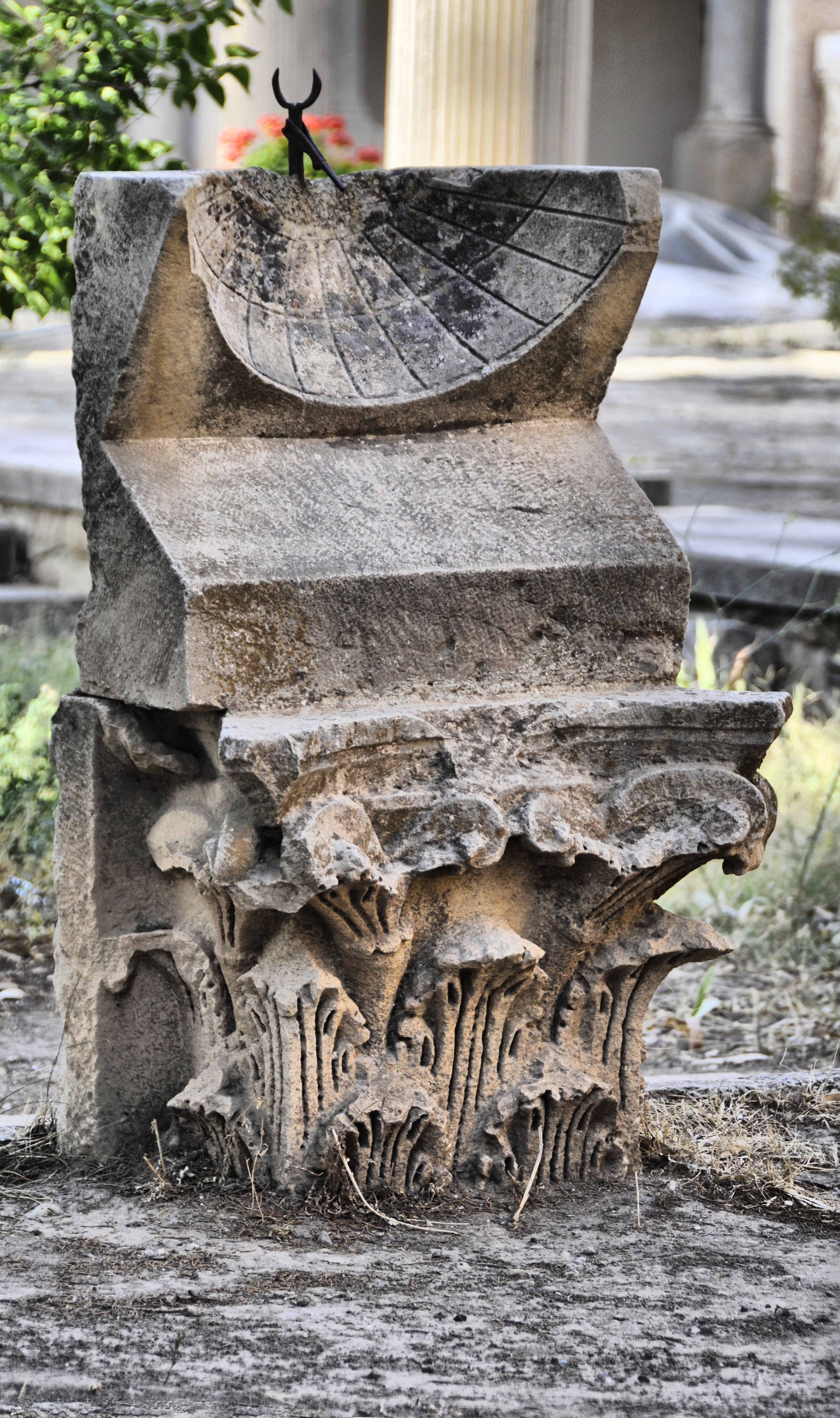
Cadran sphérique tronqué de Batna.
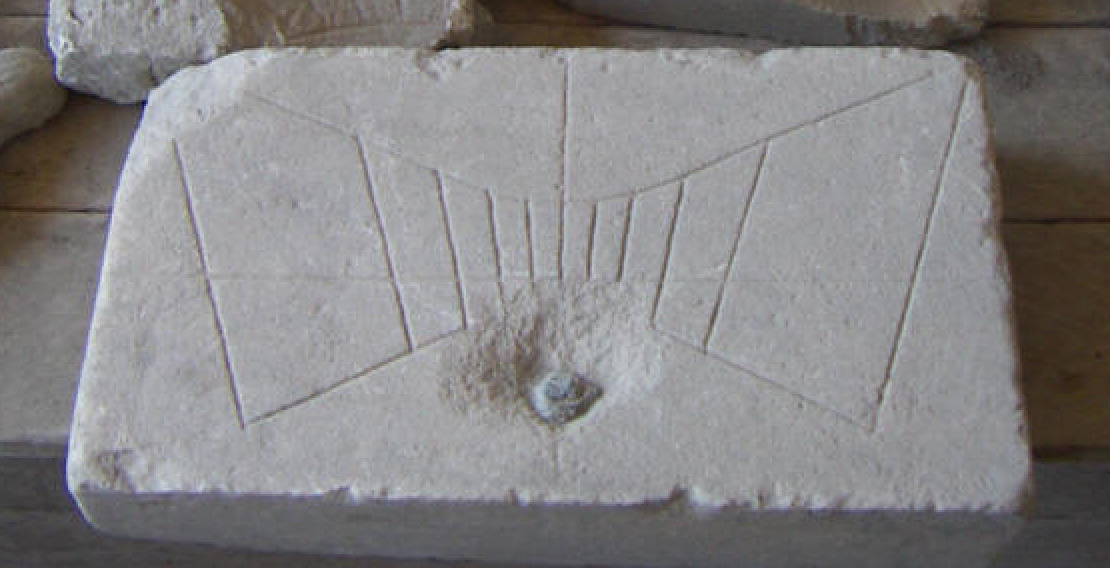
Cadran plan horizontal de Pompei.
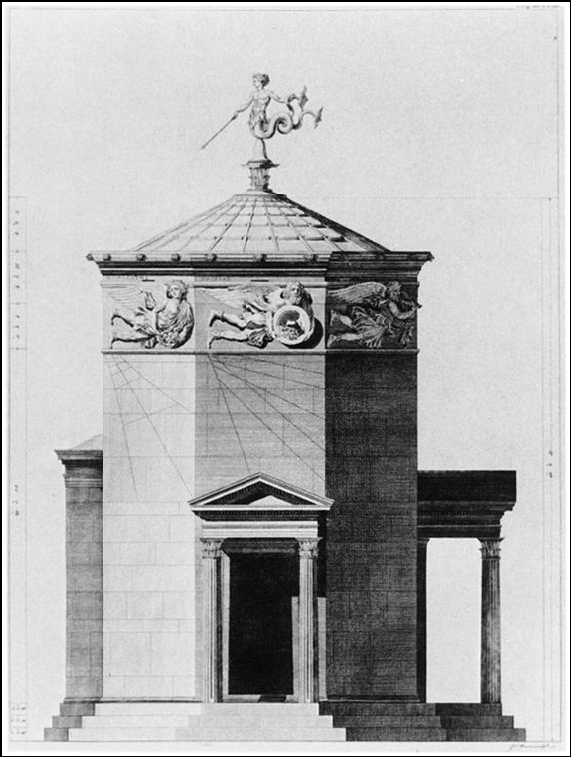
Cadrans sur la tour des Vents à Athènes.

#### Horloges hydrauliques
Parallèlement à ces instruments, il existera des horloges hydrauliques qui pourront fonctionner jour et nuit et réglées à partir des indications données par les cadrans solaires. Parmi les auteurs de l'époque traitant du sujet, Vitruve - à travers des sources de Ctésibios d'Alexandrie vivant au IIIe siècle av. J.-C. - décrit en détail ces horloges qui indiquaient les heures temporaires. Les sources archéologiques sont rares, elles ne représentent que 3 % des artéfacts retrouvés chez les Romains.

Horloges hydrauliques de Ctésibios, vues d'après Claude Perrault
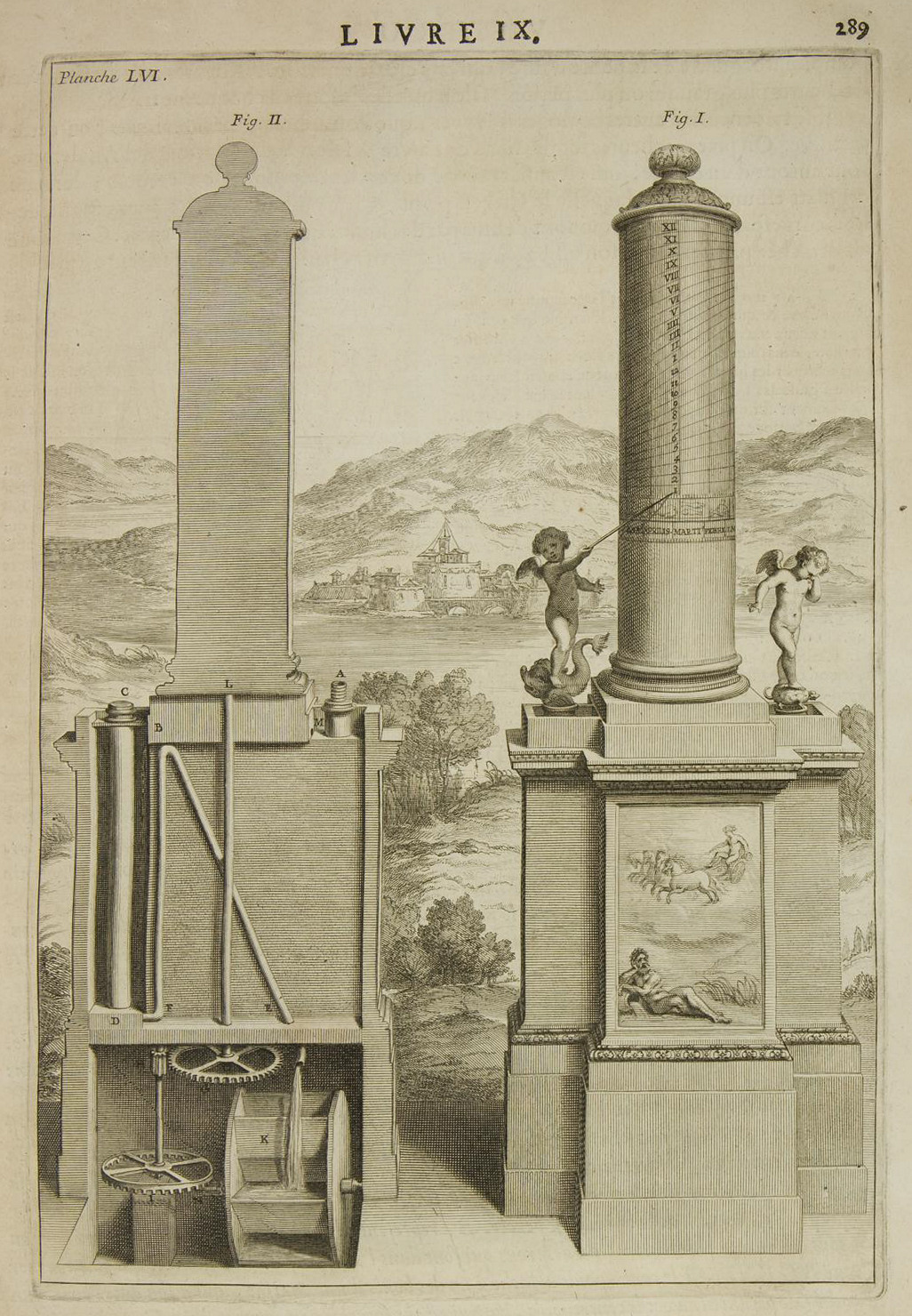
1. Horloge des heures.
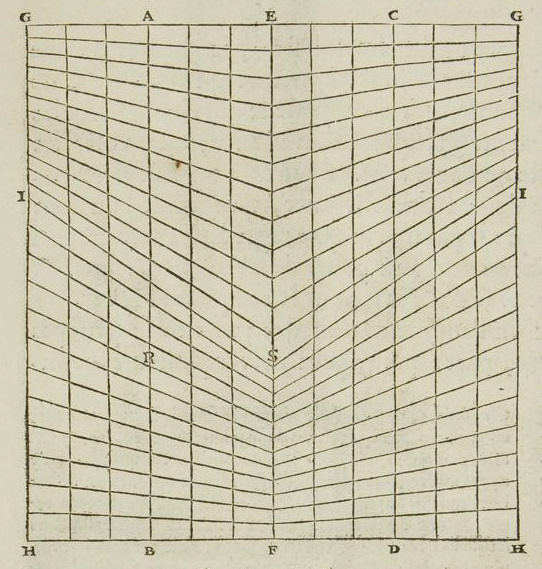
2. Développement du cylindre des heures.
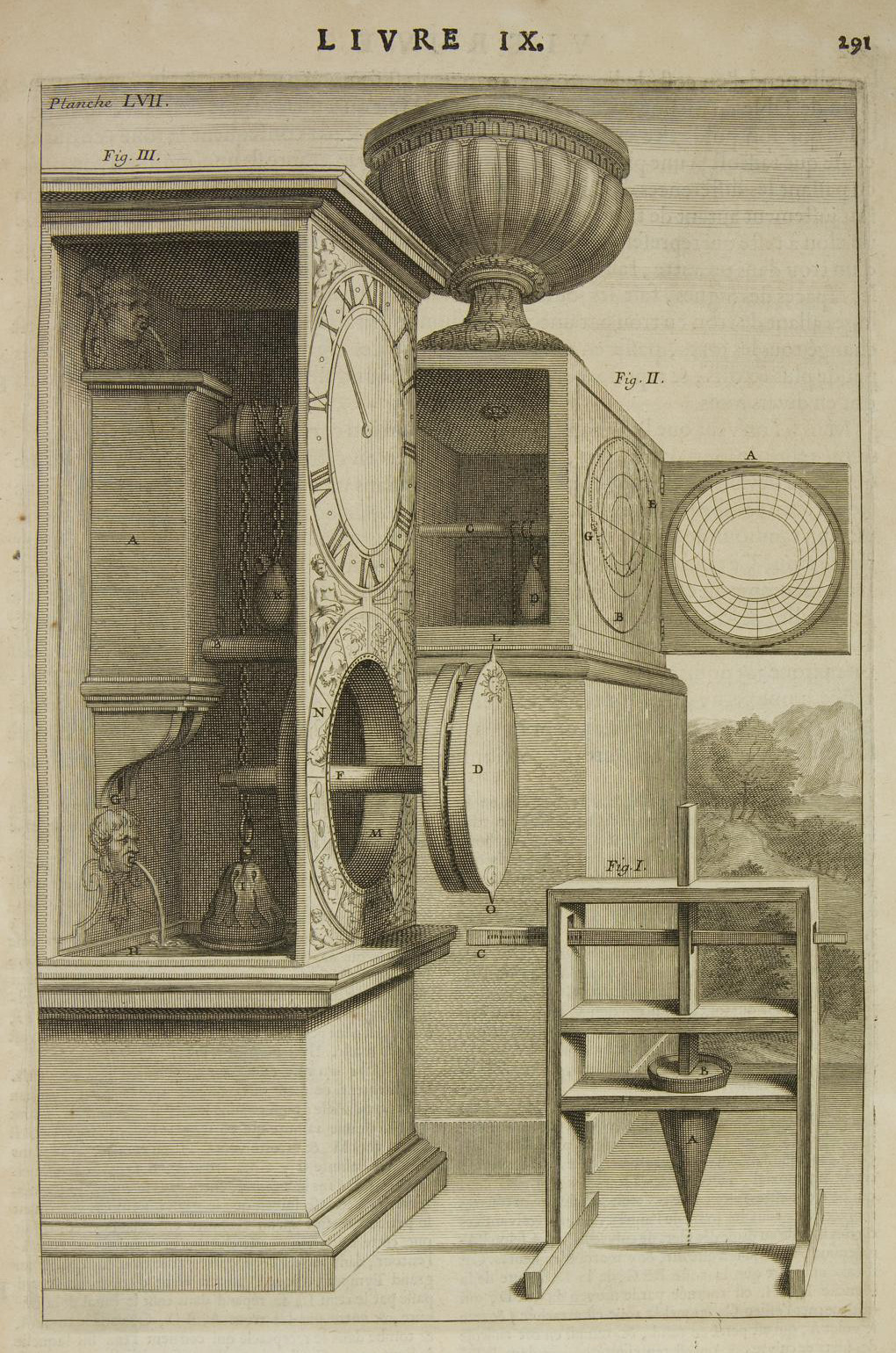
3. Autres types d'horloges.

1. dans la description de Vitruve, il n'est fait aucune allusion à un système d'engrenage pour faire tourner le cylindre des heures ;
2. en abscisse, on trouve les douze « mois » de l'année ; en ordonnées les 24 heures temporaires (12 de jour et 12 de nuit) ;
3. autres horloges dont une complexe, l'horloge anaphorique.

On peut noter ici, en plus des cadrans et des horloges hydrauliques, l'utilisation pour tout un chacun de tables d'ombre, tableaux sommaires donnant approximativement les heures temporaires de la journée.
Les heures temporaires ont été utilisées pendant toute l'Antiquité ; elles permettaient de se situer dans le temps de la journée de soleil correspondant à l'activité humaine. Ainsi, par exemple, l'indication de la « neuvième heure » temporaire signifiait que neuf heures s'étaient écoulées depuis le début du labeur et qu'il restait trois heures de temps (12 - 9) avant le repos du soir, donc, en milieu d'après-midi, quelle que soit la saison.

### À l'époque médiévale
À la fin du monde antique, le rayonnement culturel des Anciens, va s'étendre à la civilisation islamique, particulièrement dans le domaine des sciences et techniques. Les savants arabes vont s'en approprier les connaissances qui seront assimilées, exploitées et développées ; par contre, dans la civilisation occidentale, ce domaine de compétence va tomber en sommeil. Au Proche-Orient, les Shaot Zmaniot, « heures proportionnelles » de la Loi juive, suivent également le système de découpage du temps d’ensoleillement en douze parties, rapporté par le mathématicien Abraham bar Hiyya Hanassi.
Dans le monde musulman
Les heures temporaires sont adoptées par les astronomes arabes ; les instruments de mesure du temps - cadrans solaires, horloges hydrauliques monumentales et astrolabes - indiquent toujours l'heure antique, au moins jusqu'au milieu du Moyen Âge.
Les cadrans solaires, en plus d'indiquer les heures par leur gnomon, vont souvent préciser les instants des prières, notamment la prière de la mi-journée (adh-dhouhr ou zuhr) et celle de l'après-midi (al-'asr). En parallèle avec les cadrans vont apparaitre des quadrants horaires portatifs. Probablement au XIVe siècle au plus tard, les astronomes arabes vont inventer le style polaire en inclinant le gnomon vers le pôle céleste Nord. Il permettra alors l'utilisation des heures équinoxiales tout au long de l'année, qui, à terme, remplaceront les heures temporaires.

Les horloges hydrauliques publiques, souvent monumentales, telle celle de la Médersa Bou Inania de Fès, au Maroc, datée de 1375, sont pourvues d'un système de sonnerie horaire probablement réglable permettant d'indiquer les heures temporaires et peut-être aussi l'heure des prières.

Les astrolabes planisphériques, instrument aux multiples fonctions, vont permettre de lire l'heure au Soleil ou aux étoiles : on retrouve toujours un réseau d'heures temporaires sur les tympans de l'instrument. Y seront ajoutées les heures des crépuscules et parfois l'heure des prières.

Instruments arabo-islamiques à heures temporaires
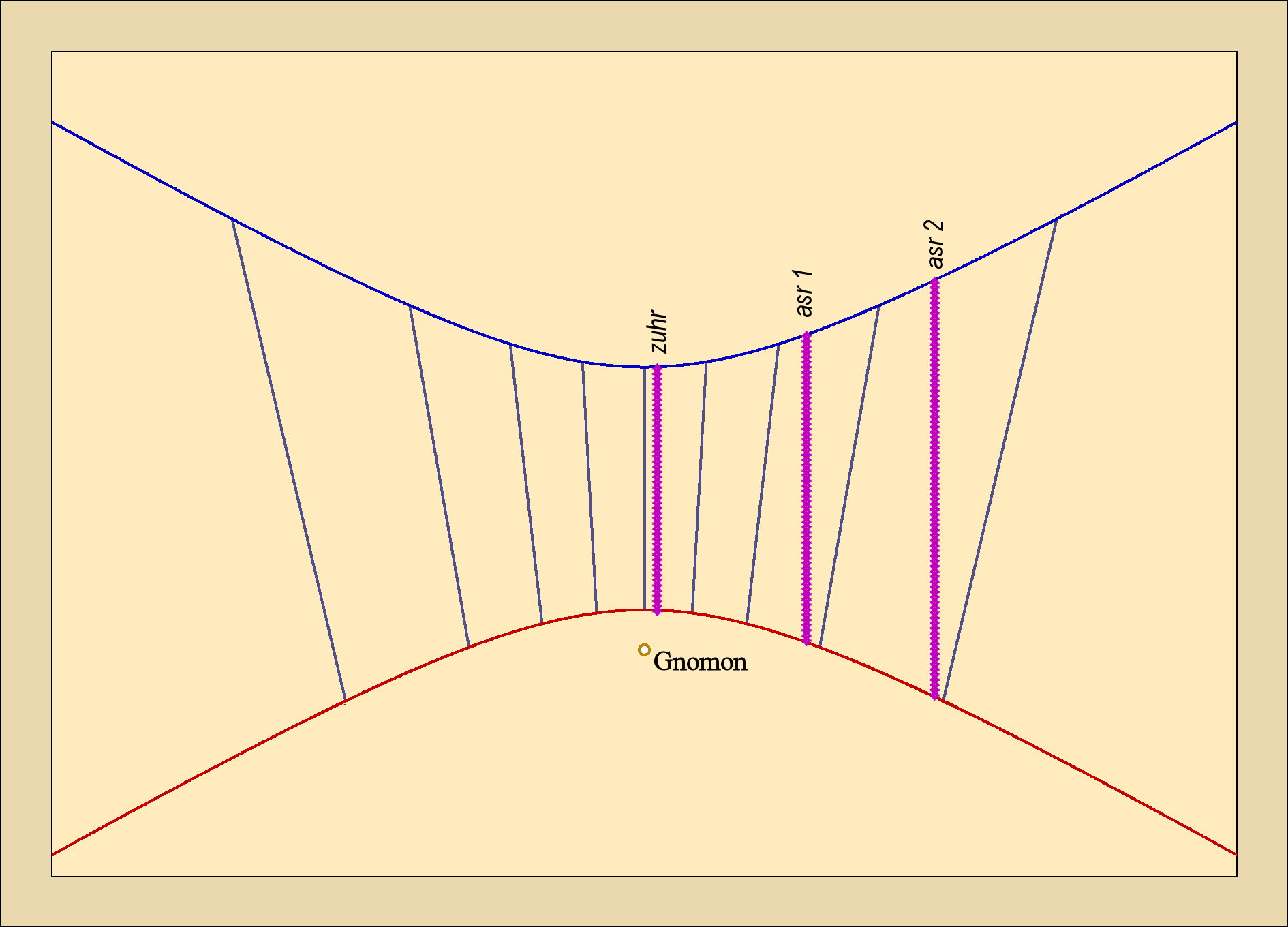
1. Dessin d'un cadran horizontal (Xe siècle).
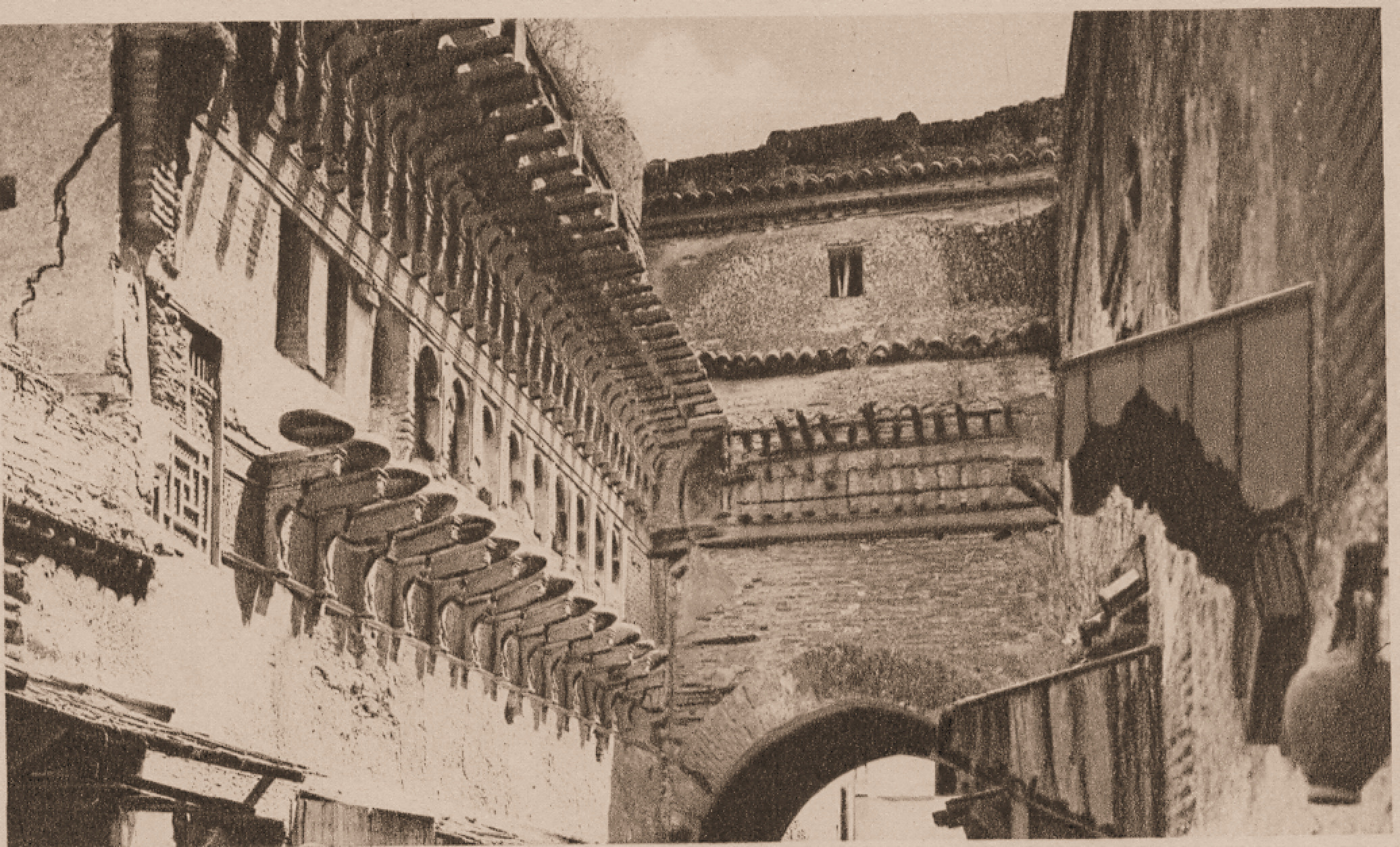
2. Horloge hydraulique de Fèz (an 1357).
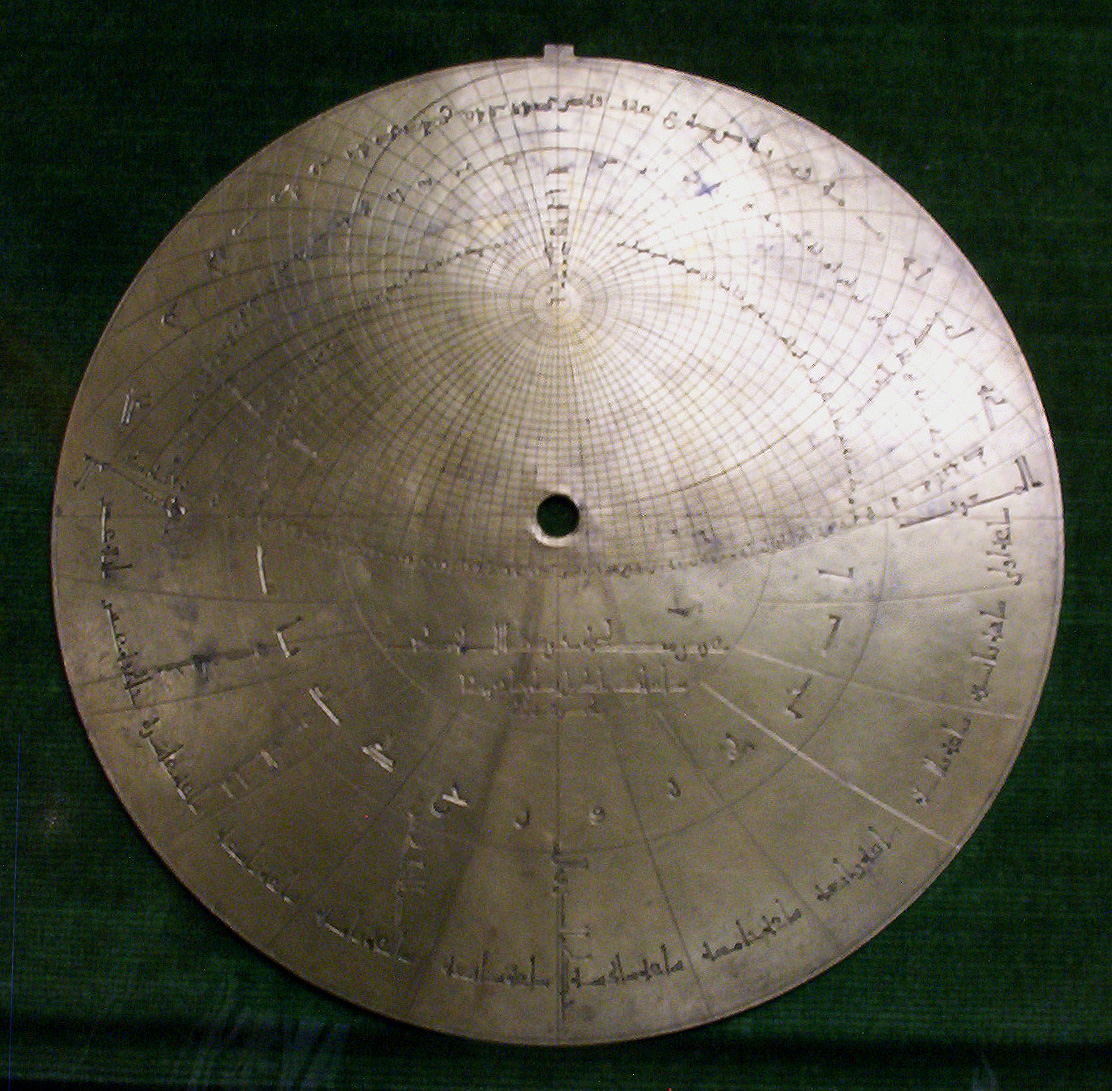
3. tympan d'astrolabe andalou (an 1067).
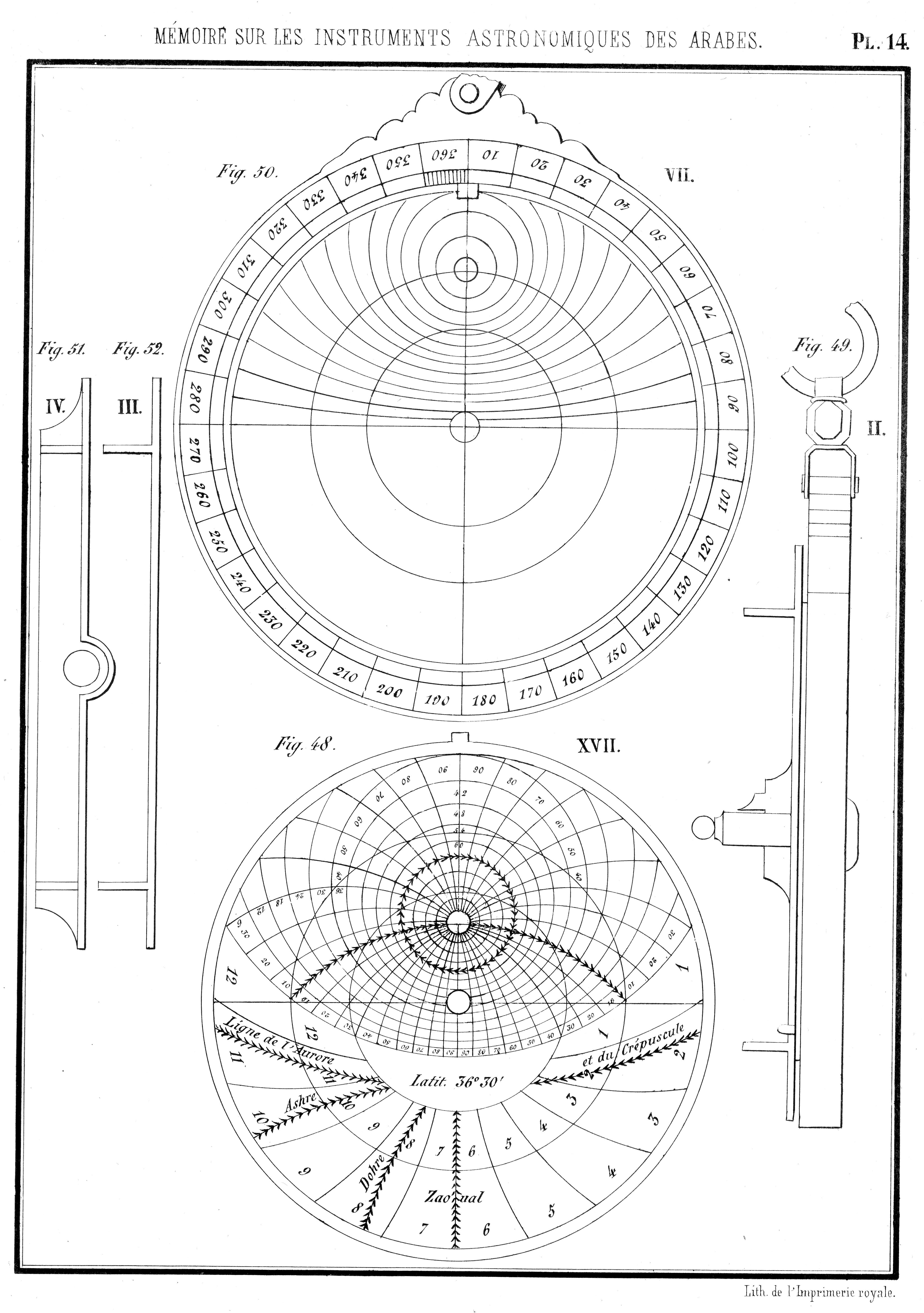
4. Astrolabe pour la prière.

1. Dessin d'après fragment. Les instants de prière approximatifs sont indiqués en mauve. Asr1 et asr2 semblent indiquer la plage de cette prière ;
2. l'horloge hydraulique de Fèz a été récemment rénovée extérieurement ;
3. le réseau d'heures inégales rayonne au-dessous du trou central ;
4. les crépuscules et instants des prières sont indiqués sur le réseau des heures temporaires.

Dans l'occident chrétien
Vers la fin de l'empire romain, la civilisation occidentale, va devenir chrétienne : l'an 312 va voir le premier empereur chrétien et, en 380, le christianisme va devenir religion d'état. Les communautés religieuses se développent alors. Elles seront accompagnées de règles de vie qui vont rythmer la journée du clergé régulier, telle la règle du maître et surtout la règle de Saint Benoît, au VIe siècle. Ces règles fixent entre autres les moments - temporaires - à consacrer aux offices et à la prière, tels prime, tierce, sexte et none.

Pour se repérer dans le temps, on emploiera guère les cadrans solaires dont le tracé difficile semble avoir été perdu ; On préférera dans un premier temps l'usage des tables d'ombre. Leur emploi malaisé, notamment pour certains membres des communautés vraisemblablement analphabètes, fera qu'elles seront abandonnées.

Alors, dans un souci de simplification extrême, seront inventés au VIIe siècle les cadrans canoniaux où seules apparaitront de « pseudo-lignes horaires » permettant d'indiquer les heures canoniales de jour. Ces cadrans approximatifs avaient un inconvénient, ils ne pouvaient pas indiquer matines, le premier office de nuit du cursus de l'office divin.

Les horloges hydrauliques, vraisemblablement au XIIe siècle, s'essaieront à signaler cette heure initiale et peut-être les suivantes. Sur ces horloges ou clepsydres, il n'y a que peu d'informations, leur usage est signalé, sans plus. Ce n'est qu'après l'apparition des horloges mécaniques, au XIVe siècle que seront sonnées les heures, mais ce seront des heures équinoxiales ou égales et non plus des heures temporaires. Néanmoins, au XVe siècle, certaines d'entre elles, les horloges astronomiques - pour de riches communes ou commanditaires - pourront indiquer les heures antiques comme complications.

Parallèlement aux horloges mécaniques et même, un peu avant, au XIIe siècle, des quadrants horaires et l'astrolabe planisphérique, tous d'origine arabe, vont se répandre en Occident. L'heure temporaire peut y être relevée ainsi que l'heure équinoxiale avérée au XVe siècle. L'astrolabe, utilisable de jour comme de nuit, sera préféré aux quadrants et il accompagnera le plus souvent l'horloge, pour son réglage et sa mise à l'heure.

Instruments de la civilisation occidentale à heures temporaires
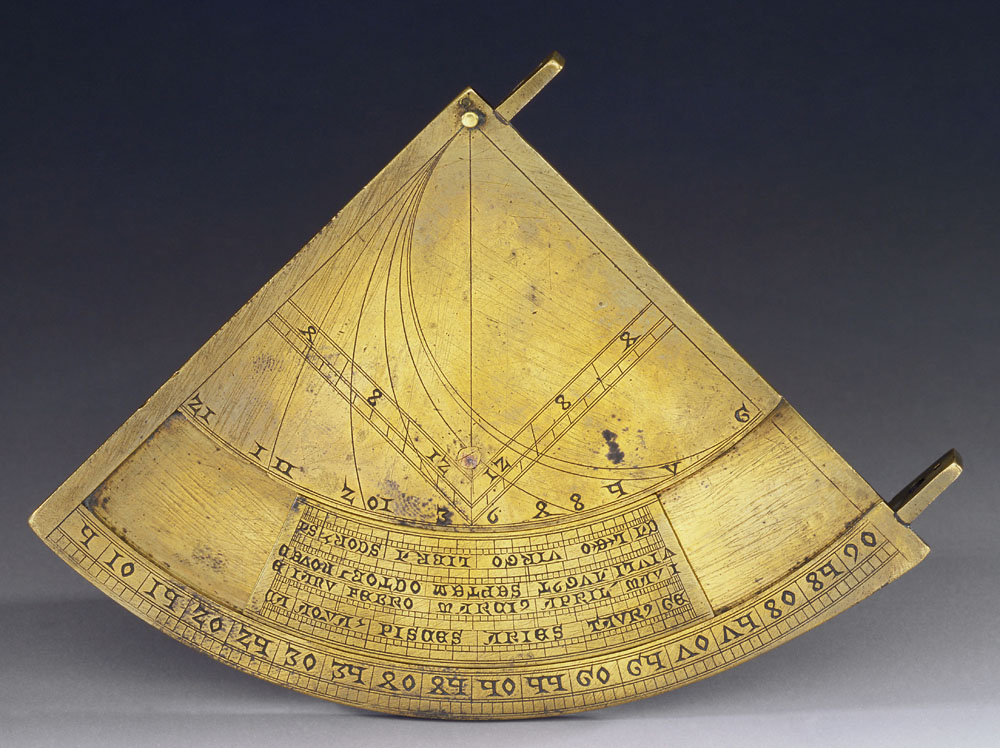
1. Quadrant à heures temporaires (ca. 1450).
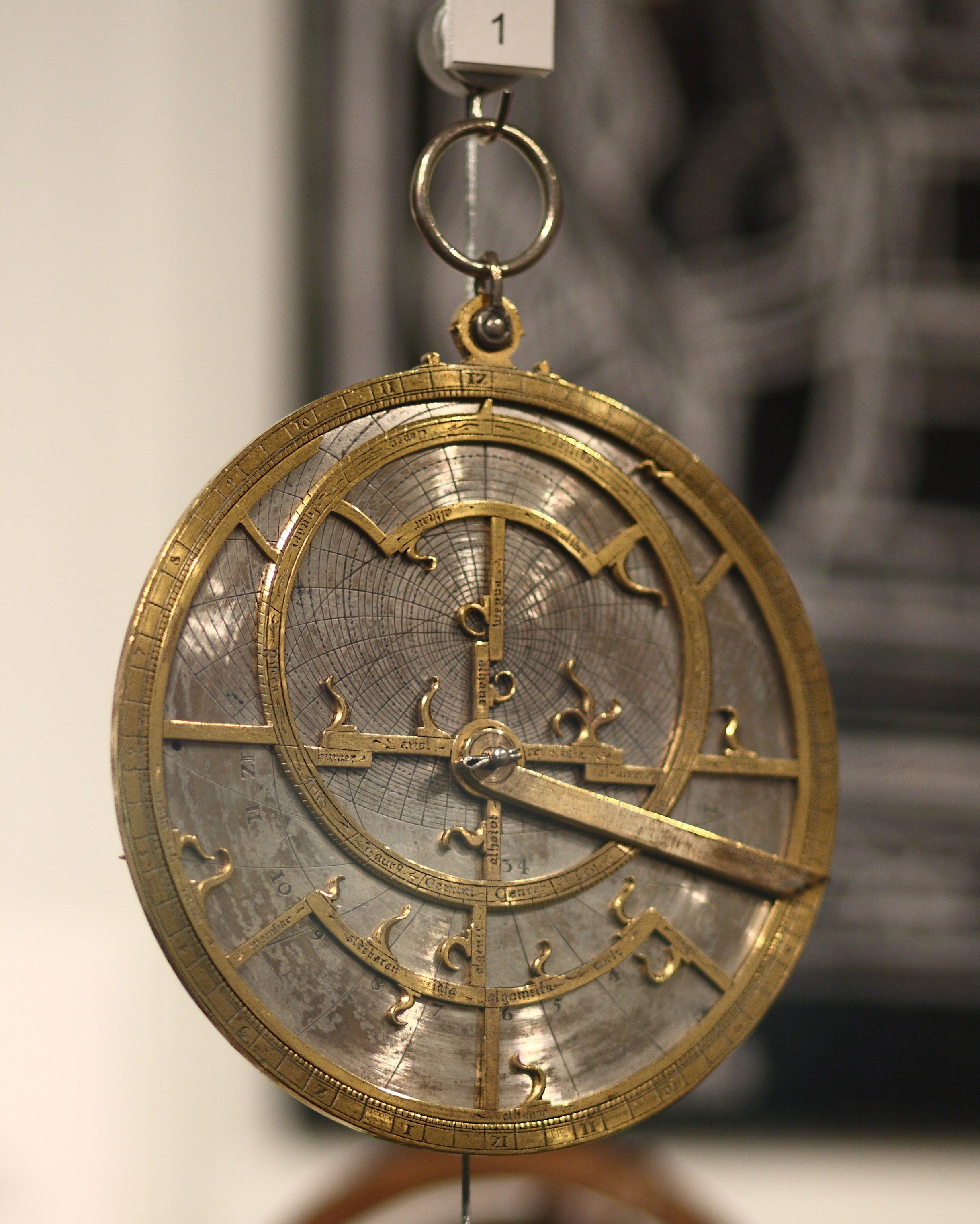
2. Astrolabe de Jean Fusoris (ca. 1425).
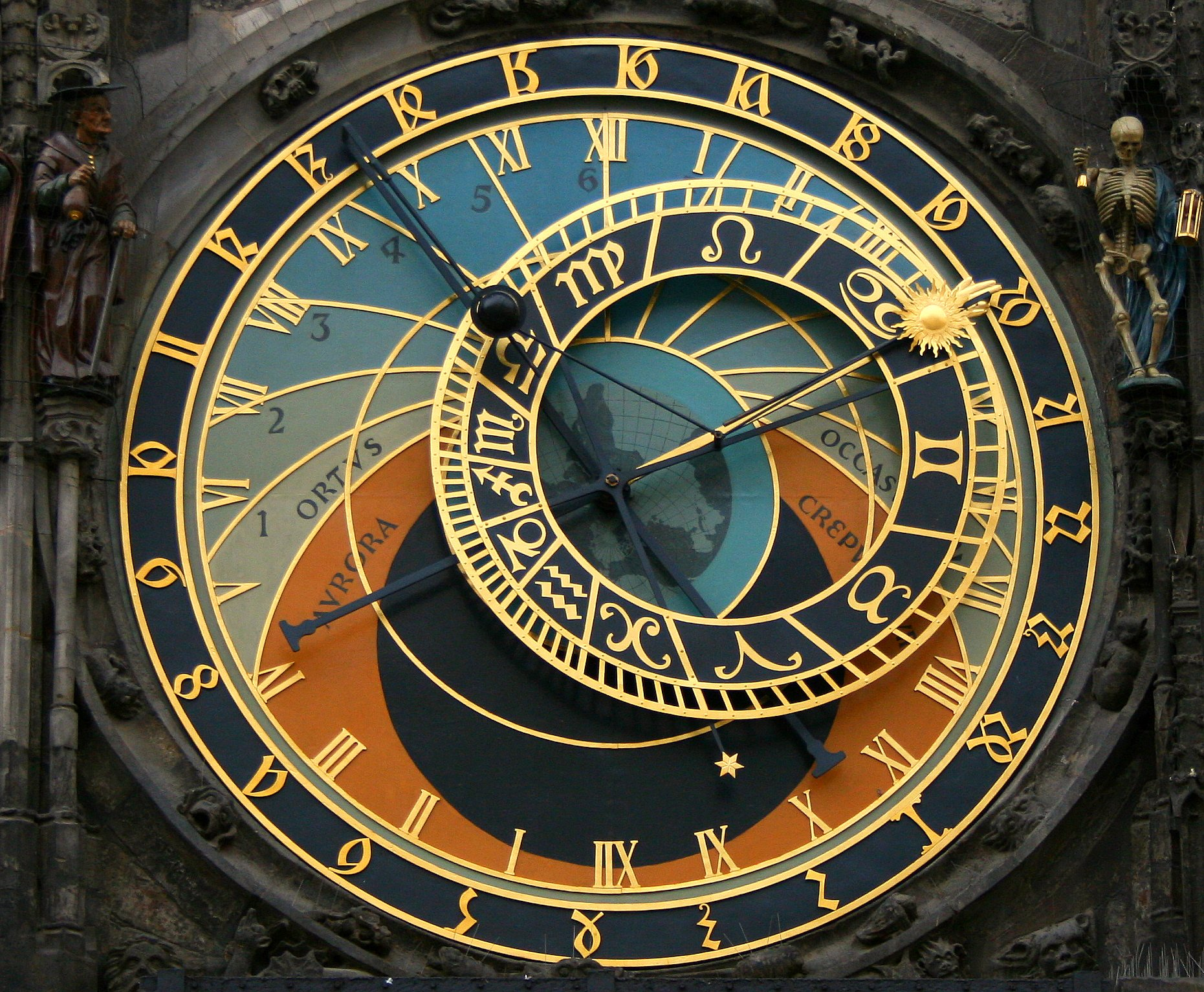
3. Horloge astronomique de Prague (ca. 1500) ;

1. le réseau des six lignes horaires temporaires passe par le point haut ;
2. astrolabe de facture parisienne ;
3. ici, les courbes horaires temporaires sont numérotées en chiffres arabes noirs : 1, 2, 3, 4, 5, 6 (les seules visibles).

### Obsolescence
Devant la diffusion de l'heure équinoxiale indiquée par l'horloge mécanique, l'heure temporaire va petit à petit céder la place et disparaitre à des époques variées suivant les pays.
Les derniers cadrans solaires arabes à heures temporaires disparaitront probablement après les écrits d'Al-Hassan al-Mmurrâkushi parus au XVe siècle.

L'horloge hydraulique la plus récente est celle de Fès datée de 1375.

En Occident, un des derniers cadrans à heures temporaires-planétaires doit se trouver sur la cathédrale de Ratisbonne en Allemagne ; Il est daté de 1487. Le dessin d'un cadran solaire, de Sebastian Munster, daté de 1531 comporte des lignes horaires inégales. Il existe aussi une gravure d'un quadrant à heures inégales d'Oronce Fine, mort en 1555.

L'astrolabe d'usage disparaitra au XVIIIe siècle ; les horloges mécaniques, plus fiables, se contenteront alors de cadrans solaires à heures égales pour leur réglage.

Le dernier pays qui ait conservé les heures temporaires est le Japon. Les « heures » temporaires japonaises correspondaient à deux heures temporaires traditionnelles ; le nyctémère était divisé en six « heures » de jour et six « heures » de nuit. Elles ont subsisté jusqu'en 1872 !

Derniers instruments à heures temporaires
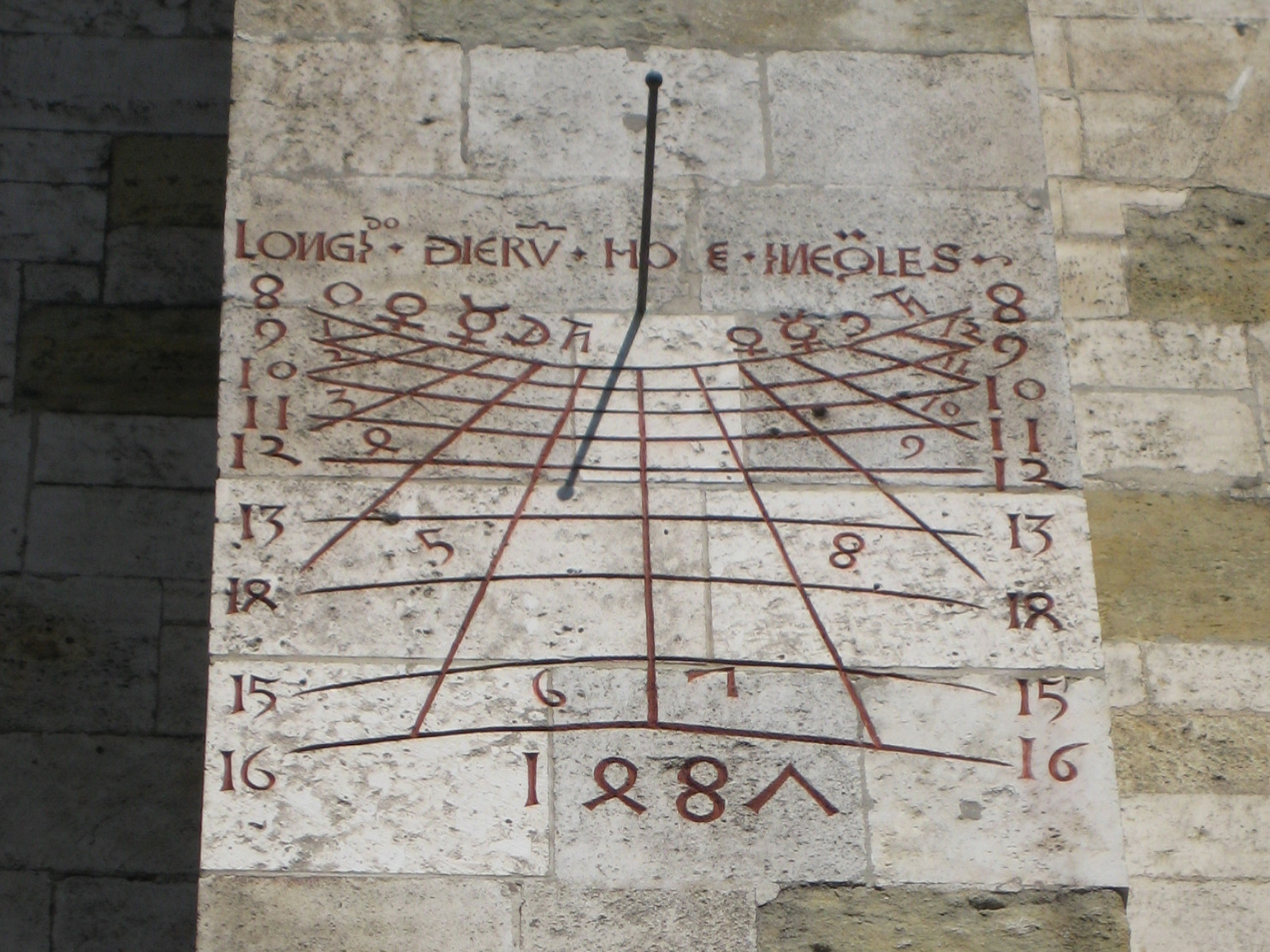
Cadran méridional à heures inégales de Ratisbonne (1487).
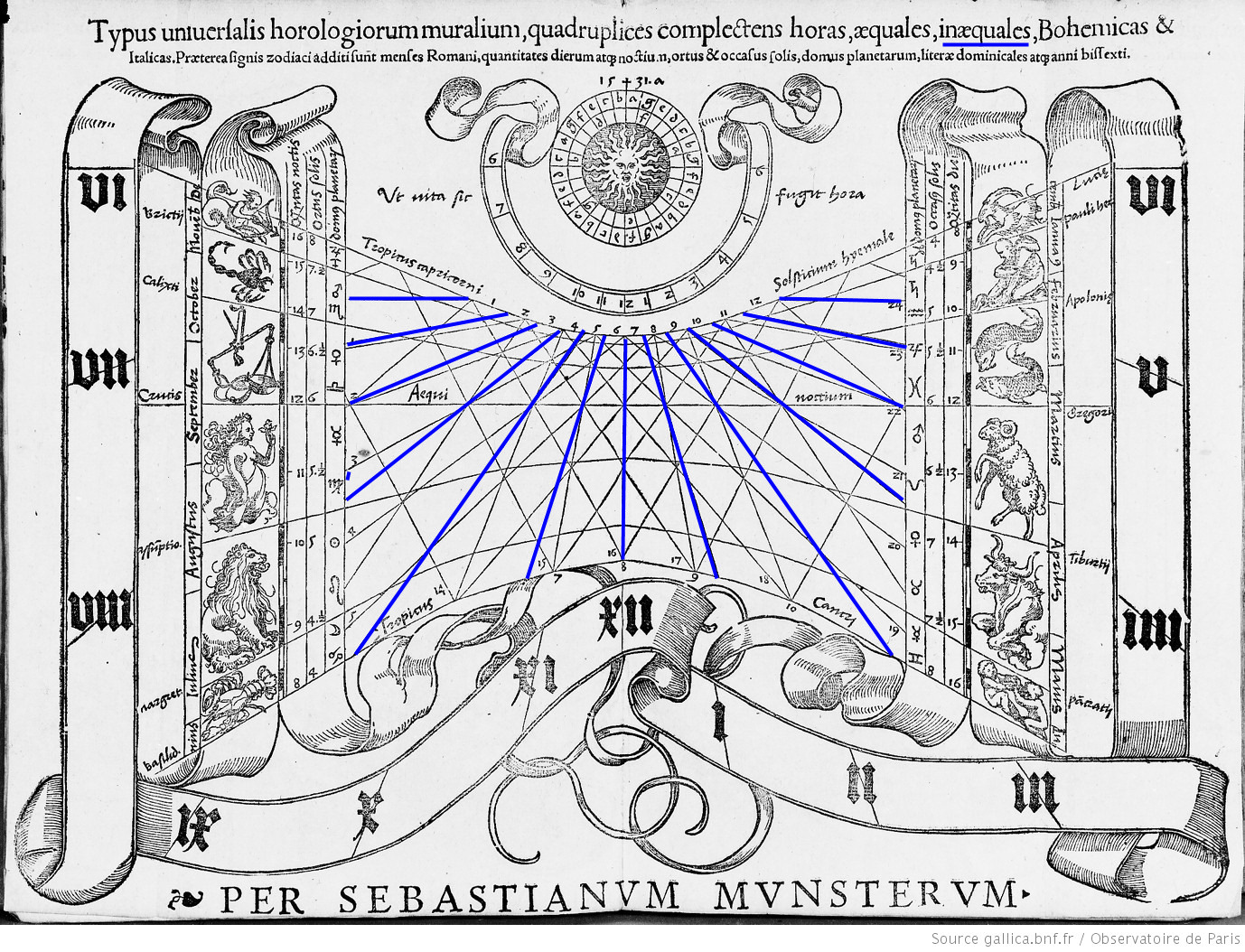
Gravure de cadran méridional de S. Munster daté 1531.
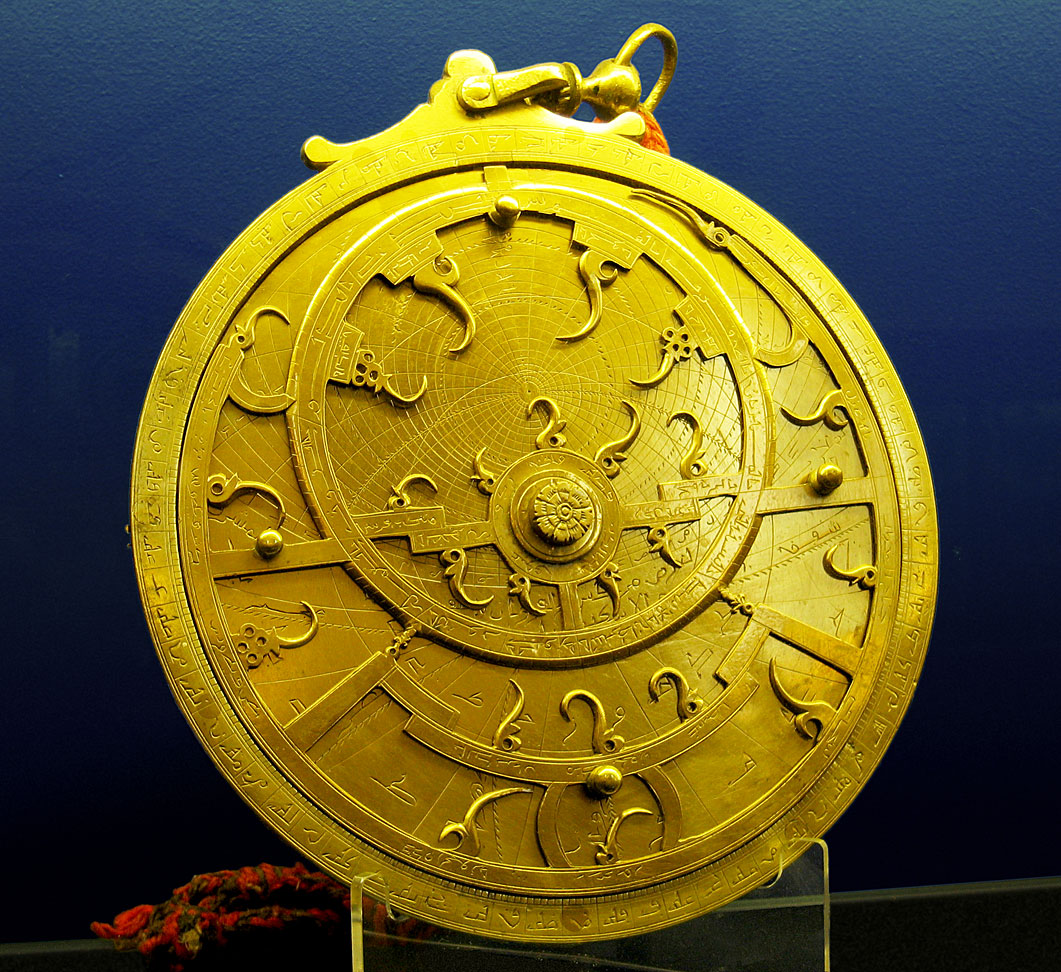
Astrolabe persan du XVIIIe siècle.
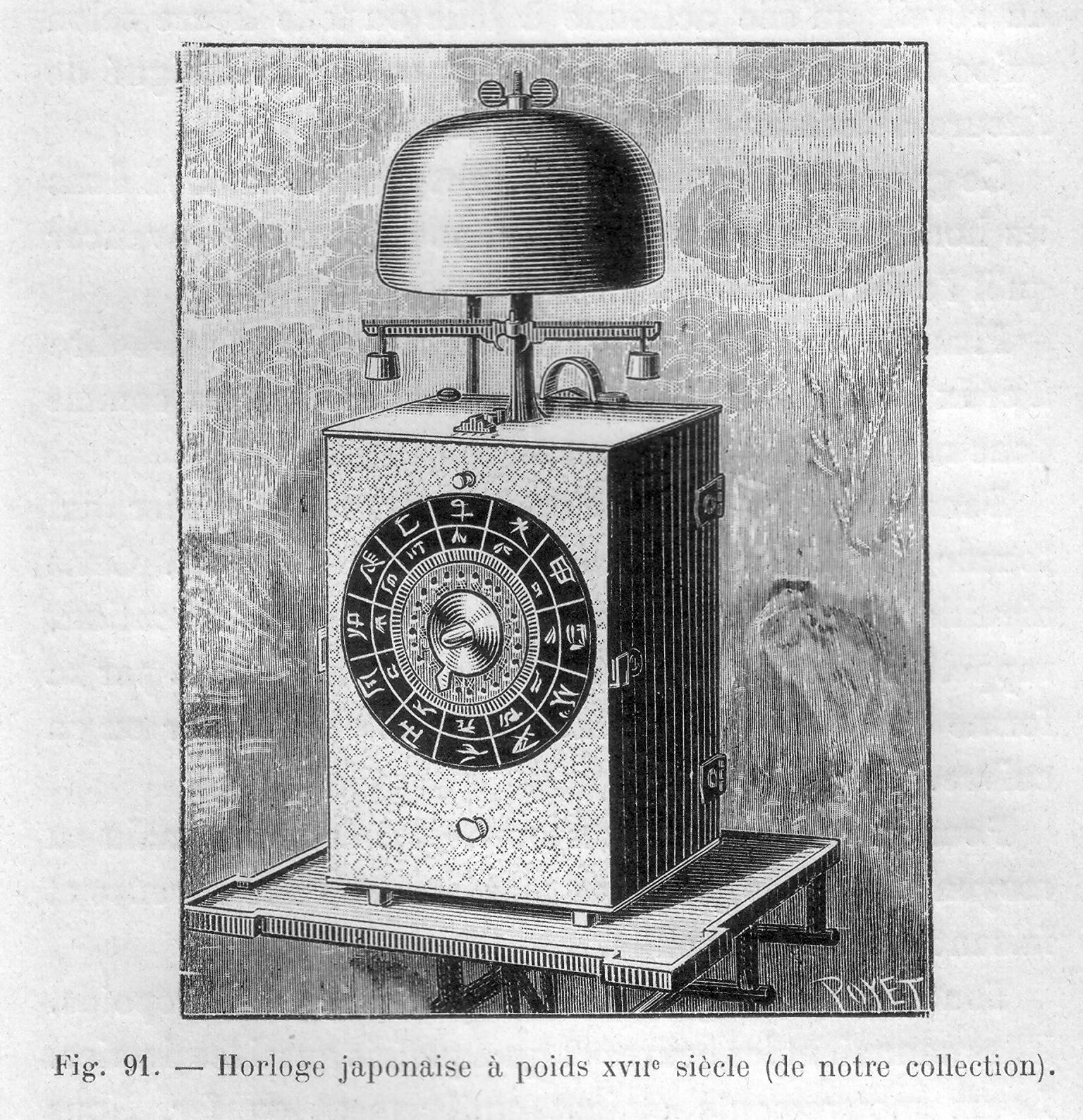
Horloge japonaise (XVIIe siècle) dans l'ouvrage de Planchon.